# Ponteils-et-Brésis
Ponteils-et-Brésis é uma comuna francesa na região administrativa de Occitânia, no departamento de Gard. Estende-se por uma área de 27,80 km². Em 2010 a comuna tinha 373 habitantes (densidade: 13,4 hab./km²).